# 新疆维吾尔自治区司法厅
新疆维吾尔自治区司法厅（維吾爾語：شىنجاڭ ئۇيغۇر ئاپتونوم رايونلۇق ئەدلىيە نازارىتى‎）是新疆维吾尔自治区人民政府的组成部门、主管新疆维吾尔自治区司法行政工作的省级司法行政机关。

## 历任领导

### 党委书记
- 史少林
- 杜建锡
- 王江

### 厅长
- 司迪克·木沙也夫
- 买买提·玉素甫
- 肉孜·司马义（1996年—2002年）
- 哈斯木·马木提（2002年—2008年）
- 阿不力孜·吾守尔（2008年2月—2016年5月27日）
- 希尔扎提·巴吾东（2016年5月27日－2017年4月）
- 艾尼瓦尔·斯依提（2017年4月—）